# Ed Parish Sanders
Ed Parish Sanders (* 18. April 1937 in Grand Prairie, Texas; † 21. November 2022) war ein US-amerikanischer evangelischer Theologe. Er war ein wichtiger Vertreter der „Third Quest“ der Leben-Jesu-Forschung, ein Spezialist für nichtbiblische jüdische Literatur und ein Verfechter der Neuen Paulusperspektive.

## Leben
Sanders wuchs in kleinbürgerlichen Verhältnissen im ländlichen Texas auf, studierte christliche Theologie in New York City, Göttingen und Oxford und jüdische Theologie in New York und Jerusalem. Er promovierte 1966 am presbyterianischen Union Theological Seminary in New York City über Tendenzen in der synoptischen Tradition.
Ebenfalls 1966 wurde er Professor an der ursprünglich baptistischen McMaster University in Hamilton, Ontario, Kanada, und 1984 Professor für Exegese in Oxford in England. 1990 kehrte er in die USA zurück und kam an die methodistische Duke University in Durham, North Carolina, wo er bis zu seiner Emeritierung lehrte.
Sein erstes, 1977 erschienenes Buch Paul and Palestinian Judaism fand große Beachtung und wurde in den USA mit nationalen Preisen ausgezeichnet. Es erregte aber auch starke Kontroversen, da Sanders die traditionelle christliche Sichtweise der „pharisäischen Werkgerechtigkeit“, die im Judentum vorgeblich gepflegt werde, und des reformierten Gegensatzes von „Werken“ und „Gnade“ anhand von jüdischen Quellen widerlegte. Er ist damit einer der frühesten und wichtigsten Autoren einer Forschungsrichtung, die später von dem methodistischen Theologen James Dunn die Neue Perspektive auf Paulus (New Perspective on Paul) genannt wurde. Sanders galt als Experte der nichtbiblischen jüdischen Literatur der ersten Jahrhunderte.

## Ehrungen
- 1989 wurde er zum Mitglied der British Academy gewählt.[6]
- 1990 erhielt er für sein 1985 erschienenes Buch Jesus and Judaism, das als wesentlicher Beitrag zur neueren Leben-Jesu-Forschung gesehen wird, den ersten Grawemeyer Award für Religion.[7]
- 1990 erhielt E. P. Sanders einen Ehrendoktor für Literatur der Universität Oxford und einen Ehrendoktor für Theologie der Universität Helsinki.
- 2003 wurde er zum Mitglied der American Academy of Arts and Sciences gewählt.[8]
- 2016 wurde er vom Council of Centers on Jewish-Christian Relations mit dem Shevet Achim Award geehrt.[9]

## Historische Jesusforschung
Seine wichtigsten Beiträge zur historischen Jesusforschung sind Jesus and Judaism (1986) und The Historical Figure of Jesus (1996). In seinem ersten Buch stellt Sanders verschiedene Richtungen des antiken Judentums vor, die in ihrem Glauben an einen besonderen einmaligen Bund (covenant) Gottes mit den Israeliten konvergiert und darin das entscheidende Heil gefunden hätten. Diesen Glauben hätten auch Jesus und seine Anhänger vorausgesetzt und mit ihren jüdischen Zeitgenossen geteilt. Diese Position wird als „Bundesnomismus“ gekennzeichnet und bestimmt auch Sanders’ Deutung des Verhältnisses Jesu zur Tora und Reinheitshalacha.
In seinem zweiten Buch stellt Sanders jene Elemente der NT-Überlieferung heraus, die er für kaum bestritten historisch hält:
- Jesus wurde durch Johannes den Täufer getauft.
- Er war ein Galiläer, der predigte und heilte.
- Er berief Jünger und sprach über zwölf von ihnen.
- Er beschränkte seine Aktivitäten auf Israel.
- Er war in eine Kontroverse bezüglich des Tempels verwickelt.
- Er wurde außerhalb des Jerusalemer Stadtgebiets durch die römische Besatzungsmacht gekreuzigt.
- Nach seinem Tod waren seine Jünger weiterhin eine identifizierbare Bewegung.
- Mindestens Teile des Judentums verfolgten mindestens Teile der neuen Bewegung und diese Verfolgung dauerte bis zum Ende der Wirksamkeit von Paulus an (60er Jahre).

Sanders ging sehr kritisch mit den historischen Belegen um und verzichtete auf Spekulation. Was ihn auszeichnete, war eine profunde Kenntnis der außerbiblischen jüdischen Literatur. Von dort her widerlegte er sachkundig einige der stereotypen Karikaturen, die in der Theologie über die jüdischen Gegner von Jesus existieren.
Für die deutschen evangelischen Theologen Gerd Theißen und Annette Merz war Sanders ein beispielhafter Vertreter der zweiten Hauptströmung innerhalb der Dritten Phase der historischen Jesusforschung. Er prägte den Begriff „common Judaism“ (dt.: allgemeines Judentum) für die Grundüberzeugungen und Ausdrucksformen des Judentums zur damaligen Zeit.

## Werke
Englisch
- Paul and Palestinian Judaism. A Comparison of Patterns of Religion. S.C.M., London 1977, ISBN 0-334-01227-9.
- Paul, the Law, and the Jewish People. Fortress Press, Philadelphia 1983, ISBN 0-8006-0698-1.
- Jesus and Judaism. Fortress Press, Philadelphia 1985, ISBN 0-8006-0743-0.
- (als Herausgeber) Ed Parish Sanders (Hrsg.): Jesus, the Gospels, and the Church. Essays in Honor of William R. Farmer. Mercer University Press, Macon (Georgia) 1987, ISBN 0-86554-269-4.
- Studying the Synoptic Gospels, 1989, ISBN 0-334-02342-4.
- Jewish and Christian Self-Definition, 1990, ISBN 0-334-00822-0.
- Jewish Law from Jesus to the Mishnah. Five studies. Trinity Press, Philadelphia 1990, ISBN 0-334-02102-2.
- Paul. Oxford University Press, New York 1991, ISBN 0-19-287679-1 (eingeschränkte Vorschau in der Google-Buchsuche [abgerufen am 5. Dezember 2015]).
- Judaism. Practice and Belief (63 BCE–66 CE). Trinity Press, Philadelphia 1992, ISBN 1-56338-016-1.
- The Historical Figure of Jesus. Penguin, London 1993, ISBN 0-7139-9059-7.

Deutsch
- Paulus und das palästinische Judentum. Ein Vergleich zweier Religionsstrukturen. Vandenhoeck & Ruprecht, Göttingen 1985, ISBN 3-525-53371-3 (amerikanisches Englisch: Paul and Palestinian Judaism. London 1977. Übersetzt von Jürgen Wehnert).
- Paulus. Eine Einführung. Reclam, Stuttgart 1995, ISBN 3-15-009365-1 (amerikanisches Englisch: Paul. New York 1991. Übersetzt von Ekkehard Schöller).
- Sohn Gottes. Eine historische Biographie Jesu. Klett-Cotta, Stuttgart 1996, ISBN 3-608-91721-7 (amerikanisches Englisch: The Historical Figure of Jesus. London 1993. Übersetzt von Ulrich Enderwitz).